# Юридическая драма
Юридическая драма, также иногда судебная драма — поджанр драматической литературы. Жанр нацелен на расследования преступлений, работу обвинителей и защитников и судебный процесс. Юридические драмы представлены во многих сферах, включая романы, пьесы и кинофильмы, но наиболее часто на телевидении. Ярким примером является франшиза «Закон и порядок», сочетающая в себе юридическую драму с полицейской.
На американском телевидении формат юридической драмы существовал с начала 1950-х годов. Среди ярких примеров можно выделить сериалы «Защитники», «Перри Мейсон», «Закон Лос-Анджелеса», «Мэтлок», «Элли Макбил», «Практика», «Юристы Бостона», «Схватка» и «Хорошая жена».
Из фильмов можно привести в пример «Вердикт» (1982), «Несколько хороших парней» (1992), Тень сомнения (фильм, 1998) «Убийство первой степени» (1994), «Благодетель» (1997), «Гражданский иск» (1998), «Вердикт за деньги» (2003), «Линкольн для адвоката» (2011), «Судья» (2014), «Маршал» (2017), «Суд над чикагской семёркой» (2020), а также «12 разгневанных мужчин» (1957) и его ремейки 1997 и 2007 годов.